# Viareggio Beach Soccer 2016
Questa voce raccoglie le informazioni riguardanti del Viareggio Beach Soccer nelle competizioni ufficiali della stagione 2016.

## Stagione
È l'anno del Triplete: il Viareggio vince tutto sempre con lo stesso risultato (7-6), ma con modalità differenti. Batte la Lazio durante i tempi regolamentari e conquista lo scudetto (alla terza finale disputata). Il primo della storia. Supera la Sambenedettese ai supplementari e alza la seconda Coppa Italia (seconda finale). Infine dopo una infinita serie di rigori e supplementari, vince l'ambita Euro Winners Cup, la Coppa Campioni del calcio da spiaggia, contro la squadra ucraina di Kiev (prima finale disputata).

## Maglie e sponsor
Lo sponsor principale per la stagione 2016 è Sammontana.
Lo sponsor tecnico per la stagione 2016 è Legea.
| 1ª divisa | 2ª divisa |

## Organigramma societario
- Presidente: Giancarlo Carpita
- Vicepresidente:
- Direttore generale:
- Direttore tecnico:
- Segretaria:
- Addetto stampa:

## Organico

### Staff tecnico
- 1º Allenatore:  Stefano Santini
- 2º Allenatore:  Massimo Belluomini
- Prep. atletico:  Andrea Ferrari.
- Prep. portieri:  Emiliano Diridoni

## Palmares Personali
- Andrea Carpita, Miglior portiere Serie A 2016.
- Dario Ramacciotti, Miglior giocatore Serie A 2016.
- Gabriele Gori, Best Scorer Euro winners Cup 2016.

## Finale Scudetto

### Tabellino
| Riccione 7 agosto 2016, ore 18.00 Finale                               | Lazio     | 6 – 7 referto                   | Viareggio | Beach Stadium Marano (1200 spett.) |
| \| \| \| \| \| \| Marcatori \| Gori Gori Marinai Ozu Torres Marinai \| |           |                                 |           |                                    |
|                                                                        |           |                                 |           |                                    |
|                                                                        | Marcatori | Gori Marinai Ozu Torres Marinai |           |                                    |

## Finale Coppa Italia

### Tabellino
| Arbitro: | Sicurella e Di Mauro (Agrigento, Sesto S. Giovanni) |

|                                                            |           |                                                                  |
| Lucas 6pt’, 5st’, 1tt’ Bruno Novo 9pt’, 10pt’ Addarii 2st’ | Marcatori | 9pt’, 2st’, 4st’, 1tt’, 2ts’ Gori 10pt’ Marinai Si 7st’ Francois |

## Finale Euro Winners Cup

### Tabellino
| Catania 29 maggio 2016, ore 18.00 Finale | Artur Music Kiev     | 6 – 6 (d.t.s.) referto                              | Viareggio | Beach Stadium |
| \| \| \| \| \| \| Marcatori \| Gori Ozu Valenti Ramacciotti Ramacciotti Marinai \| \| \| Tiri di rigore 6 – 7 \| Ozu Remedi Gori Valenti Ramacciotti Marinai Carpita \| |                      |                                                     |           |               |
| |                      |                                                     |           |               |
| | Marcatori            | Gori Ozu Valenti Ramacciotti Ramacciotti Marinai    |           |               |
| | Tiri di rigore 6 – 7 | Ozu Remedi Gori Valenti Ramacciotti Marinai Carpita |           |               |